# Ludwig Kirn
Ludwig Kirn (ur. 30 października 1839 w Mannheim, zm. 1899) – niemiecki lekarz psychiatra, profesor psychiatrii na Uniwersytecie Albrechta i Ludwika we Fryburgu.

## Życiorys
Studiował medycynę na Uniwersytecie w Heidelbergu, tytuł doktora medycyny otrzymał w 1861. Był uczniem Christiana Friedricha Wilhelma Rollera.
W 1878 roku w swojej pracy przedstawił obraz choroby afektywnej dwubiegunowej, jeden z pierwszych w światowym piśmiennictwie.
We wrześniu 1899 roku zwłoki Kirna wyłowiono z rzeki Reuss. Prawdopodobnie popełnił samobójstwo.

## Prace
- Die periodischen Psychosen; eine klinische Abhandlung. Enke, 1878
- Die einfachen Psychosen und die durch fortschreitende geistige Schwäche characterisirten Seelenstörungen. Tübingen, 1882
- Über die klinisch-forensische Bedeutung des perversen Sexualtriebes. Allgemeine Zeitschrift für Psychiatrie, 1883
- Geistesstörung und Verbrechen: Vortrag, gehalten in der akademischen Gesellschaft zu Freiburg, den 4. Dezember 1891
- Ueber geminderte Zurechnungsfähigkeit. A. Hirschwald, 1898